# Mito (revista)
Mito fue una revista literaria y cultural colombiana fundada en 1955 por Jorge Gaitán Durán y Hernando Valencia Goelkel. Circuló de manera bimestral entre mayo de 1955 y junio de 1962, se publicaron 42 números (seis dobles y 36 sencillos) y en ella se trataron temas culturales, políticos, económicos y de actualidad literaria y académica.

Se considera que la revista tuvo un gran impacto en la literatura colombiana por su interés en la modernización de la literatura, la divulgación de una gran cantidad de poetas y la introducción de la crítica literaria en los medios culturales del país. Además, también se le reconoce por la publicación de autores como Gabriel García Márquez, León de Greiff, Octavio Paz, Jorge Luis Borges, Eduardo Cote Lamus, Carlos Fuentes, entre otros.

## Historia
En febrero de 1955, Jorge Gaitán Durán empezó a dirigir la revista Mito. Para esa labor, además de su interés por la poesía, tomó inspiración de la revista Sur, de Victoria Ocampo, Jorge Luis Borges y Eduardo Mallea, y las revistas francesas; especialmente, Les Temps Modernes, de Jean-Paul Sartre, Simone de Beauvoir y Maurice Merleau-Ponty.
El primer número de Mito se publicó el 10 de mayo de 1955. Contó con textos de León de Greiff, Octavio Paz, Vicente Aleixandre, St. John Perse, Pedro Gómez Valderrama, Simone de Beauvoir, Françoise Sagan, Fernando Arbeláez, José Manuel Caballero Bonald, Trigo Joven y Luis Alberto Villalobos. Además de estos, se resalta la inclusión del texto del Marqués de Sade “Diálogo entre un sacerdote y un moribundo” (traducido por Jorge Gaitán Durán) y “La hojarasca” de Gabriel García Márquez. La traducción del texto del Marqués de Sade fue una muestra de la inclinación de la revista y sus directores por la secularización social, y la inclusión de “La hojarasca” fue una apuesta por la divulgación literaria.
La editorial del primer número, escrita por Jorge Gaitán Durán, presenta los diversos intereses de la revista. Primero, por hablar de la literatura dentro de un contexto social y cultural: “Las palabras también están en situación. Sería vano exigirles una posición unívoca, ideal”. Segundo, por abogar por la renovación de la literatura, a nivel estético y social: “Intentaremos presentar textos en donde el lenguaje haya sido llevado a su máxima densidad o a su máxima tensión, más exactamente, en donde aparezca una problemática estética o una problemática humana”. Y, tercero, por crear un espacio de expresión diversa: “Pretendemos hablar y discutir con gentes de todas las opiniones y de todas las creencias. Esta será nuestra libertad”.
A lo largo de los 42 números, la revista documentó eventos como la candidatura de Alfonso Reyes al Premio Nobel, los 25 años del Fondo de Cultura Económica, la caída del gobierno de Gustavo Rojas Pinilla, las elecciones presidenciales de 1958, la candidatura a la presidencia de Alberto Lleras Camargo, la muerte de Alfonso López Pumarejo, la Revolución cubana y, finalmente, la muerte de Jorge Gaitán Durán en 1962. Durante los siete años de publicación de la revista, a Gaitán Durán y Valencia Goelkel se unieron otros directores: Eduardo Cote Lamus, Eduardo Mendoza Varela, Fernando Charry Lara, Jorge Eliécer Ruiz y Pedro Gómez Valderrama.
El último número se publicó en junio de 1962, el mismo mes de la muerte de Jorge Gaitán Durán. El fundador de Mito murió el 21 de junio de 1962 en un accidente de aviación en el vuelo de Air France que cubría la ruta París-Bogotá. El número 42 incluyó cartas en homenaje a Gaitán Durán escritas por Jorge Guillén, Eduardo Carranza y Luis Guillermo Piazza, y una amplia sección de textos nadaístas.

## Colaboradores
Desde su primer número, el comité patrocinador estuvo compuesto por Vicente Aleixandre, Luis Cardoza y Aragón, Carlos Drummond de Andrade, León de Greiff, Octavio Paz y Alfonso Reyes. Muy pronto se fueron sumando otros como Eduardo Zalamea Borda (en el número 2), Ricardo A. Latcham (en el número 3), Jorge Luis Borges (en el número 31-32) y Mariano Picón-Salas. Estos patrocinadores también participaron como autores en diferentes números, sobre todo en la sección principal de la revista -el dossier-.
La revista Mito se destacó por la variedad de colaboradores que escribieron en todos sus números, en donde se cuenta la participación de escritores como Gabriel García Márquez, Álvaro Mutis, Jorge Luis Borges, Carlos Fuentes, Arthur Miller, León de Greiff, T. S. Eliot, Juan Goytisolo, Lawrence Durrell, entre muchos más. Además, bajo la dirección de Jorge Gaitán Durán, se tradujeron al español obras significativas de filosofía y literatura de autores como el Marqués de Sade, Martin Heidegger, Maurice Merleau-Ponty, Jean-Paul Sartre, Sigmund Freud, Nicolás Maquiavelo, Franz Kafka, Jean Genet, Georg Lukács, entre otros. La colaboración y traducción de estos autores fue una muestra del ideal europeo que guio el criterio editorial de la revista.
También hubo autores recurrentes como Pedro Gómez Valderrama, Eduardo Caballero Calderón, Fernando Charry Lara, Rafael Gutiérrez Girardot, Carlos Rincón, Jorge Child y Darío Mesa.

## Temas de Mito
En su primer número, Jorge Gaitán Durán manifestó que para la revista Mito la literatura no podría sustraerse de un contexto social y cultural. Es por esto que su objetivo principal fue el de presentar textos que tocaran problemáticas estéticas y humanas, en donde el lenguaje estuviera en un estado de “máxima densidad” o “máxima tensión”. Con este propósito, Mito publicó un amplio espectro de textos que fueron desde la poesía hasta ensayos económicos. Según Álvaro Camacho Guizado, citado por Carlos Rivas Polo, la diversidad de la revista tuvo un rol significativo para intelectuales, jóvenes escritores y políticos:
“Para muchos intelectuales colombianos, [Mito fue] la posibilidad de conocer escritores y filósofos modernos de Europa y América; para los jóvenes, la de publicar por vez primera; para sociólogos y políticos, la de analizar la realidad nacional a través de artículos, ensayos y estudios. Varios años de labor hicieron de Mito una colección fundamental de textos y documentos de cultura, una voz progresista e inteligente que debe siempre consultarse para comprender mejor un momento que, en su brevedad, fue uno de los más fecundos para la intelectualidad colombiana.”
Entre las problemáticas que abordó la revista, de acuerdo a los estudios de Pedro Sarmiento Sandoval, se destacan temas como la poesía, los cambios políticos y económicos de la época, la modernización de la literatura, la filosofía existencialista y la crítica literaria.

### Poesía
Mito fue conocida por haber enmarcado y divulgado una gran cantidad de poetas colombianos, quienes abundaban entre los años 40 y comienzos de los 50. Este fenómeno fue denominado por Carlos Rivas Polo como “hipertrofia lírica”. A través de Mito, poetas nacionales reconocidos como Fernando Charry Lara, Eduardo Cote Lamus, Álvaro Mutis y Jorge Gaitán Durán, encontraron un medio para “aglutinarse” y conformar un grupo sólido de colaboradores intelectuales.
Durante la época de los 50, la poesía colombiana conservaba la misma temática romántica (amor, paisaje y muerte) con una adición: “un nuevo tema, tan cargado de potencialidades universales, pero desperdiciado en versificaciones declamatorias, aparece en el panorama literario: la violencia”. Esto se debe a la época de violencia que comenzó en Colombia después de la muerte de Jorge Eliécer Gaitán en 1948 y que continuó hasta finales de 1958. Los poetas mencionados “manejaban ‘contenidos en crisis’: una dialéctica de la coyuntura cultural, económica y política” y tomaron una actitud literaria con respecto a ella más existencial y filosófica. Ejemplos de estos poemas son: “Canto Órfico” de Carlos Drummond de Andrade (número 2), “Ojos de amor” de Gerardo Diego (número 2), “Moirologhía” de Álvaro Mutis (número 4), “Sombra bajo los álamos” de Fernando Charry Lara (número 13) y “Elegía a mi padre” de Eduardo Cote Lamus (número 11).

### Cambios políticos y económicos
Pese a que en Mito no se presentó una sección abierta y permanentemente política, en ocasiones los directores expresaron sus inclinaciones en artículos de actualidad y, así, su opinión sobre el contexto social, económico y político del país. La apertura de la revista a intelectuales extranjeros también es indicio de lo que sucedía en el país a nivel político. Los siguientes son eventos que, antes y durante la publicación de la revista, determinaron su contexto: las reformas educativas en la presidencia de Alfonso López Pumarejo, la reforma agraria, la Segunda Guerra Mundial, la Misión Currie -estudio económico del país publicado en 1950-, “La Violencia”, la dictadura de Gustavo Rojas Pinilla y la Revolución cubana.

La inclinación política de los directores de la revista se puede ver en el artículo publicado después de la muerte de Alfonso López Pumarejo: 
“No es la muerte de Alfonso López un mero hecho político y humano en Colombia. Es, al contrario, un hecho que afecta las zonas más variadas y disímiles de nuestra vida, por todo lo que en su momento significó para la cultura, para la economía, para la organización social de país. Su intervención en la vida nacional es como un gran puente del pasado al futuro.” 
Esta se ha considerado como una proclamación de los ideales de la revista y de su perspectiva sobre la política pública del país.
Sin embargo, Mito fue fundada durante la dictadura de Gustavo Rojas Pinilla (1953-1957), un periodo posterior a las presidencias liberales y en permanente contradicción con la transformación que ocurría en las instituciones. Además, la dictadura de Rojas Pinilla estuvo enmarcada en el periodo histórico de Colombia conocido como “La Violencia”, el cual se caracterizó por enfrentamientos extremadamente violentos entre los dos principales partidos políticos de la época. Los primeros números de Mito se editaron en torno a esta coyuntura; los temas sobre la violencia, las guerrillas y la justicia en zonas rurales descentralizadas se publicaban en casi todos sus números.
En una nota editorial del número 18 de Mito, firmada por Jorge Gaitán Durán, Pedro Gómez Valderrama y Hernando Valencia Goelkel, se señalaron las dificultades a las que sobrevivió la publicación y celebraron su perduración y creciente audiencia: “Con este número concluye Mito sus primeros tres años de labores [...] Durante este tiempo, hemos tenido la satisfacción de ver como, a cada número, aumentaba la estimación hacia la revista”. Las dificultades se referían a la dictadura militar de Rojas Pinilla (depuesto en mayo de 1957): “En el país se presenta hoy un clima diferente y mejor. Esperamos que sean posibles ahora la discusión, la crítica y la oposición, si fuere el caso”.
Finalmente, su preocupación por la Revolución cubana -establecida en 1959 con la entrada de Fidel Castro a La Habana-, inicialmente no fue tan entusiasta o documentada como se supondría. Según Pedro Sarmiento Sandoval, esta “distancia” en los primeros meses de la Revolución se debió a que la atención de la revista estaba enfocada, como muchos otros intelectuales latinoamericanos, en la escena literaria de París. Su apoyo a la Revolución se mostró de forma clara en el número doble 37-38 de la revista, dedicado a Cuba. El número contiene ensayos, artículos en apoyo de la revolución y reseñas sobre obras que tocan la cultura y la política cubana.

### Modernización de la literatura colombiana
Una de las frases más reconocidas sobre la revista Mito es la de Gabriel García Márquez: “En Mito comenzaron las cosas”. La opinión de García Márquez, así como la de historiadores e intelectuales, refleja la importancia de la revista en la evolución de la literatura en Latinoamérica. Poemas, cuentos, fragmentos de novelas y la introducción de otras corrientes literarias también dan cuenta de la revista como un medio que se encontró a la vanguardia de la literatura. 
Para Pedro Sarmiento Sandoval, la modernización de la literatura colombiana expuesta en la revista Mito estuvo acompañada de temas importantes para el modernismo hispanoamericano: “[...] el proceso de secularización social y estética, la función social de la literatura y del escritor, el cosmopolitismo y el europeísmo, y la definición de un espacio para los creadores en la sociedad burguesa”. Evidencia de la secularización se encuentra en dos artículos del número 1: “Diálogo entre un sacerdote y un moribundo” y “Consideraciones de brujas y otras gentes engañosas”. Según Sarmiento, al hablar de la función social de la literatura, la intención de la revista y de sus colaboradores fue “[...] crear en Colombia las condiciones para que surgiera la intelligentsia nacional, el sector intelectual de vanguardia en las tareas de modernización social y de educación de las masas urbanas”. Por otro lado, el europeísmo que Sarmiento resalta de la revista se hizo más explícito a través de los textos filosóficos.

### Filosofía en Mito: Sartre y Heidegger
Los textos de Jean-Paul Sartre, Friedrich Nietzsche y Martin Heidegger publicados en la revista, además de exponer su relación con la revista Les Temps Modernes, son indicio de una preocupación de la dirección de Mito por el sujeto, tanto desde su concepción individual como en la esfera social. Los textos de Sartre y Heidegger son, en el contexto de la revista, un camino para entender al ser humano como un ser arraigado en la sociedad y en la preocupación por el otro. El filósofo español Francisco Soler Grima tradujo la conferencia ¿Qué significa pensar? (Was heißt denken?) de Heidegger. También se pueden interpretar como un llamado de la revista a la participación política.
Los aportes filosóficos, en su mayoría europeos, también expresaron el interés de internacionalización de la época y de los directores de la revista. Esta introducción de la cultura europea fue una de las temáticas más criticadas de la revista. Mientras que Mito abogaba por la introducción de corrientes filosóficas poco conocidas en Colombia, escritores como Hernando Téllez, uno de sus colaboradores, expresó el gran desajuste que la difusión de estos temas ejercía sobre la atrasada cultura colombiana. En el número 18, en un texto titulado “Nota sobre ‘Mito’”, Téllez sugirió que textos como los del Marqués de Sade, Sartre, Genet, “o los señores Husserl y Heidegger”, que “son asuntos de común discusión en las publicaciones similares a Mito que se editan en Europa”, contrastaban fuertemente con el entorno en el que “estos temas parecen escandalosos, incomprensibles, molestos y snobs”. Téllez afirma que si las colaboraciones nacionales y extranjeras de Mito escandalizan a algunos, “ello no se debe al deseo de sus redactores de mortificar a la gente” sino al “desajuste entre estos temas, absolutamente normales en otro medio, y en el medio intelectual colombiano”.

### Divulgación y crítica literaria
Aunque en su manifiesto la redacción de Mito declaró que los textos expuestos en la revista eran escogidos porque se consideraban la mejor literatura del momento, los criterios de selección no eran claros. Solo en pocas ocasiones se presentó una voz única de la revista: en la edición “La nueva literatura colombiana”, en el homenaje a Jorge Luis Borges, la edición sobre Cuba y en el cierre con un espacio dedicado al nadaísmo. 
Mito privilegió la divulgación cultural a través de la presentación de textos. Evidencia de sus objetivos como revista se observan en el número 36, al cumplirse 6 años de fundación de la revista, en donde hicieron la siguiente afirmación:
“Mito contribuyó de manera efectiva a suscitar entre minorías denominadas intelectuales -escritores, investigadores, estudiantes, profesionales- un real interés por ciertas manifestaciones de la cultura contemporánea. Muchos de nuestros primeros lectores se encontraron con un repertorio de ideas, con una serie de nombres que les eran más o menos desconocidos, y Mito representó una invitación para que accedieran directamente a la lectura, a la reflexión sobre estas ideas y estos escritores.”
Sin embargo, a la luz de sus textos publicados, hay pocas críticas a la literatura y a la poesía colombiana (excepciones siendo, por ejemplo: Literatura y sociedad de Rafael Gutiérrez Girardot y Eduardo Caballero Calderón). En cambio, Mito se movió hacia una presentación de otras obras representativas de grandes movimientos universales. Similar a estas observaciones, Pedro Sarmiento Sandoval subraya que Mito “descuidó, en cierta manera, el análisis de los problemas de la literatura colombiana e hispanoamericana que comenzaba a despuntar en el panorama de la literatura universal debido a tener una política centrada en la difusión”. De la misma forma, para Carlos Rivas Polo la proliferación de textos líricos y demás textos literarios sin las reflexiones de fondo para sus lectores fue una “evidencia de una ‘atrofia’ de juicio crítico (en el sentido de la  ‘falta de desarrollo’, no de mala calidad de estos juicios)”.

## Secciones de la revista
La mayoría de los números de Mito contienen en la primera parte una serie de textos literarios que, según algunos estudios, promueven una discusión cultural entre Latinoamérica, Estados Unidos y Europa; después, una sección de “Notas” críticas sobre algún fenómeno social, político, cultural, literario y filosófico; una sección de “Actuales” -que se volvió más recurrente desde el tercer año de publicación- en donde se discutieron eventos de relevancia cultural que, en algunos casos, involucraron a colaboradores de la misma revista; una sección de “Documentos” de corte más científico o investigativo; y otras secciones más cortas y esporádicas como “Cine”, “Pintura”, “Estudios”, “Testimonios”, “Crónicas”, “Problemas” y “Correspondencias”.
Ya que la revista no tenía un orden que se mantuviera en todos los números, estuvo abierta a introducir más textos literarios y, en algunos casos, secciones que abordaron las obras de ciertos autores, filósofos y tópicos ligados a la actualidad cultural. Tal es el caso de secciones como “La cultura en 1955” (número 5), “Ojeada a Husserl” (número 9), “Problemas colombianos” (número 10), “La cultura en 1957” (número 16), “Brecht 1898” y “Brecht 1956” (número 21), “Textos de Lawrence Durrell” (número 25), “Luz de Máscaras” (número doble 27-28), “Nuevos complementos de Borges” (número doble 39-40 dedicado a Jorge Luis Borges), entre otras.

### Actuales
Esta sección retrataba los eventos sociales y culturales más relevantes del momento. Aunque muchas veces contenía artículos que hacían referencia a los mismos colaboradores o directores de la revista (“Homenaje nacional a Jorge Gaitán Durán”, “Encuentro con Borges”, “Libertad para Luis Goytisolo”), los “Actuales” intentaron cubrir eventos como festivales de teatro, lanzamientos de películas extranjeras, lanzamiento de libros, entre otros. Esta sección fue más recurrente en la segunda mitad de la revista (desde enero de 1959). Usualmente, era escrita por Jorge Gaitán Durán, Hernando Valencia Goelkel, Pedro Gómez Valderrama o con el nombre del colectivo “Redacción Mito”.

### Testimonios
En la sección de testimonios se publicaron artículos enfocados en alguna problemática de tipo social o política del país y que se abordara a modo de historia personal. En esta sección se trataron temas como la crisis humanitaria en las cárceles, los problemas de los jueces y la financiación en municipios alejados del centro del país, el control a la mujer en el matrimonio, el testimonio de un sobreviviente de la bomba atómica en Hiroshima, entre otros.

### Estudios
La sección de estudios, como la de testimonios, trataba problemáticas de tipo social, político y económico. Sin embargo, los artículos de esta sección cumplían con la rigurosidad documental de un artículo investigativo corto y debían estar respaldados por datos cualitativos o cuantitativos, si era necesario. Entre sus publicaciones más conocidas están “El informe Kinsey sobre la sexualidad” (número 7), “Las guerrillas del Llano” (número 8), “Treinta años de historia colombiana” (número 13), “Dioses, brujos y héroes precolombinos” (número 26) y “El futuro de Latinoamérica” (número 36).

### Documentos
Esta sección hacía un seguimiento documental a una historia o problemática particular de la sociedad colombiana y, en algunos números, reemplazó a la sección de "Testimonios". El documento más famoso de esta sección es “Historia de un matrimonio campesino I y II” (número 15 y 17 respectivamente), en el cual se narra la historia de un campesino, Marcelino B., que puso candados en la vagina de su esposa para evitar su infidelidad. Estas historias se respaldaron con fotos (publicadas en número 15), documentos oficiales, cartas y declaraciones judiciales recolectadas cuando se le detuvo en Palmira, por el delito de lesiones personales. Con este tipo de contribuciones la revista quería mostrar situaciones que afectaban a la sociedad colombiana: “Pensamos, con orgullo, que nunca se han abordado de manera tan desnuda y tan veraz situaciones específicamente colombianas”.

### Problemas
Esta fue una de las secciones con los temas más controversiales de la revista. Esta sección se publicó en varios de los números iniciales de la revista (números 3, 10, 11 y 16) y, ocasionalmente, reemplazó a la sección de "Testimonios" o de "Documentos". Se centró en problemas colombianos que no se habían discutido abiertamente como la necrofilia, el veto eclesiástico al rector de la Universidad Libre (Colombia), Gerardo Molina, la prostitución en Colombia y el Opus Dei.

### Cine
A modo de crítica e investigación, esta sección comentó las películas más relevantes en la época, las corrientes y las tendencias en la industria cinematográfica. A lo largo de todos los números de Mito, la sección fue manejada, en su mayoría, por Hernando Salcedo Silva y Guillermo Angulo. Algunas de las películas reseñadas en esta sección fueron “Ataque” (número 12), “Las noches de Cabiria” (número 19), “La patrulla infernal” (número 19) y “Dos centavos de esperanza” (número 20).

## Propuesta gráfica
En términos gráficos, la revista Mito tiene pocos elementos que se destaquen y no tiene ninguna sección dedicada a exponer artes visuales. En los 42 números, solo dos tienen una portada con una ilustración: el número 20, con una portada ilustrada por Eduardo Ramírez Villamizar, quien hizo esa obra especialmente para la revista, y el número doble 37-38, con una obra a cargo de Guillermo Wiedemann. De resto, las portadas muestran en texto los contenidos de la revista. Dentro de la revista no hay muchos componentes gráficos (a excepción de los avisos publicitarios). Solo en cuatro números (15, 33, 36 y 39-40) se usan fotos o imágenes de manuscritos dentro de la revista.

## Publicidad y financiación de la revista
Todos los números de Mito incluyen, al menos, 5 páginas de avisos publicitarios. La mayoría de las marcas en los anuncios se mantuvieron durante varios números de la revista. Entre ellas, la emisora H. J. C. K., Shell, la Lotería de Cúcuta, la Compañía Colombiana de Seguros, Coca-Cola, Costeña, Seguros Bolívar y el Banco Popular. Los avisos, de acuerdo a la lista de tarifas de publicidad en los últimos números, se podían ubicar en la contraportada (1.000 pesos), la contraportada interior (600 pesos), la primera página -en la sección de avisos- (500 pesos), en páginas ordinarias (400 pesos), en media página (200 pesos) y en un cuarto de página (100 pesos). Desde el primer número hasta el último número, los costos de los avisos publicitarios se duplicaron, excepto por la contraportada, en donde el costo del aviso subió de 350 pesos a 1.000 pesos.
Además de la financiación a través de avisos publicidad, la revista estaba a la venta (empezó con un precio de 1 peso y terminó en 2 pesos) y también ofrecía una suscripción anual en Bogotá (10 pesos), en otros departamentos (11 pesos) y en el extranjero (4 pesos). Así como con el costo de los avisos publicitarios, el precio de la suscripción anual se duplicó desde el primer número hasta el último.

## Recepción de la revista
En 1955, el fenómeno de la aparición de periódicos y revistas dirigidas por colectivos e independientes se había tomado el país. A Mito se le unieron publicaciones como Prometeo, Nueva Crítica, El Observador, Nuevo Signo, El Ciudadano y Voces Nuevas. En el número 3 de Mito, de los meses de agosto y septiembre de 1955, la redacción expresó que su éxito había superado sus cálculos más optimistas. Los dos primeros números de la revista se habían agotado en las librerías, impidiendo que el comité editorial atendiera solicitudes de envío del número inaugural; material que, según la redacción de la revista, “despertó interés muy grande y significativo en un país como Colombia”.
En el sexto número, donde se conmemora el primer aniversario de la revista, la redacción de Mito dedicó una de sus páginas para describir su experiencia durante un año y la recepción que el material tuvo: las “numerosas peripecias -ataques torpes, delaciones públicas y secretas, dificultades económicas”. Pese a las críticas recibidas, la redacción se mostró firme en seguir discutiendo temas de diversos horizontes políticos y culturales: “[...] pretendemos hablar y discutir con gentes de todas las opiniones y de todas las creencias. Esta será nuestra libertad. Solo dos cosas hemos exigido: calidad e inconformismo”. En este número también se defendieron de haber seguido una orientación lejana a la vida nacional y predominantemente inclinada hacia lo europeo, argumentando que en los primeros seis números publicaron cinco testimonios sobre graves problemas de la sociedad colombiana: “El drama de las cárceles en Colombia” (número 1), “Un juez rural en Guataquí” (número 2), “La necrofilia y el tabú de los muertos” (número 3), “Historia de un matrimonio colombiano” (número 4) y “La cárcel colombiana, lugar de castigo” (número 5). También aseguraron que en el sumario de este primer volumen publicaron 29 textos originales de autores colombianos, 12 de hispanoamericanos, siete de españoles, y “tan solo” 16 traducciones; entre las cuales, 13 fueron elaboradas por colombianos.
En el número 12, Mito celebró su segundo aniversario con la publicación de una nota en donde presentó al público el primer volumen de Ediciones Mito: Literatura y sociedad, de Hernando Téllez y promocionaron nuevos libros como La Pesantez de la Belleza, y otros cuentos de Baldomero Sanín Cano y El Museo Vacío (Teoría del Arte Moderno) de Marta Traba. Además, no ocultaron la necesidad de apoyo, no solo del público, sino de sectores como anunciadores y nuevos suscriptores.
Como era normal en publicaciones como Mito, se publicó la correspondencia de lectores y escritores de la revista. Entre las cartas recibidas hubo críticas hacia su labor editorial y hacia las ideologías políticas del comité, sus directores y los autores que publicaban. Entre estas cartas están las de Darío Mesa, “Mito, revista de una clase moribunda” (número 4), y de Jorge Child Vélez, “La comedia de las Contradicciones Liberales” (número 9). La carta de Darío Mesa reprochó el hecho de que Mito no cumplía con su objetivo de “hablar y discutir con gentes y opiniones de todas las creencias”, sino que se concentraba en personas de un selecto sector intelectual y de una sola clase social: la “pequeña burguesía intelectual”. Además, la comparaba con la revista francesa Les Temps Modernes. La carta de Jorge Child advertía que Mito braceaba en un género muerto: el plano de la literatura; que no cumplió con sus pretensiones de convertirse en una publicación destinada a “desmitificar el lenguaje” y que no planteaba problemas colombianos sino “los de Sade, los de Eliot, los del sexo de los norteamericanos, los ‘de los otros’, y por eso no ha logrado descubrir el vínculo de la comunicación real que caracteriza a la prosa moderna”.
Según la redacción de la revista, este tipo de material se publicaba por tres razones: primero, porque les interesaba la opinión de todos sus lectores, que representaban diversos sectores de la vida colombiana; segundo, porque defendían la libertad de expresión; y, tercero, porque independientemente de la ideología política de sus directores, Mito era una revista cuya labor cultural implicaba el diálogo con “gentes de todas las opiniones y creencias”.

## El cierre de Mito
El último número de Mito (número doble de los meses de marzo-abril y mayo-junio de 1962) estuvo marcado por la muerte del director, Jorge Gaitán Durán, quien falleció el 21 de junio de 1962. Gaitán Durán murió en un accidente aéreo en un viaje desde Francia y, aunque participó en la edición del número, no lo vería publicado.
El contenido del número se compone de dos secciones: cuatro cartas dedicadas a Jorge Gaitán Durán, que destacan el rol de Gaitán entre los intelectuales colombianos, y 18 textos de autores nadaístas. En comparación con todos los números anteriores, este es un cierre atípico de la revista, ya que en él participan autores inéditos y el estilo de los textos se aleja de lo publicado hasta el momento. Por otro lado, la inclusión de textos nadaístas de autores como X-504, Gonzalo Arango y Amilkar U. se considera como una validación hacia la corriente vanguardista.